# Mala Biljanica
Mala Biljanica (en serbe cyrillique : Мала Биљаница) est un village de Serbie situé sur le territoire de la Ville de Leskovac, district de Jablanica. Au recensement de 2011, il comptait 187 habitants.

## Géographie

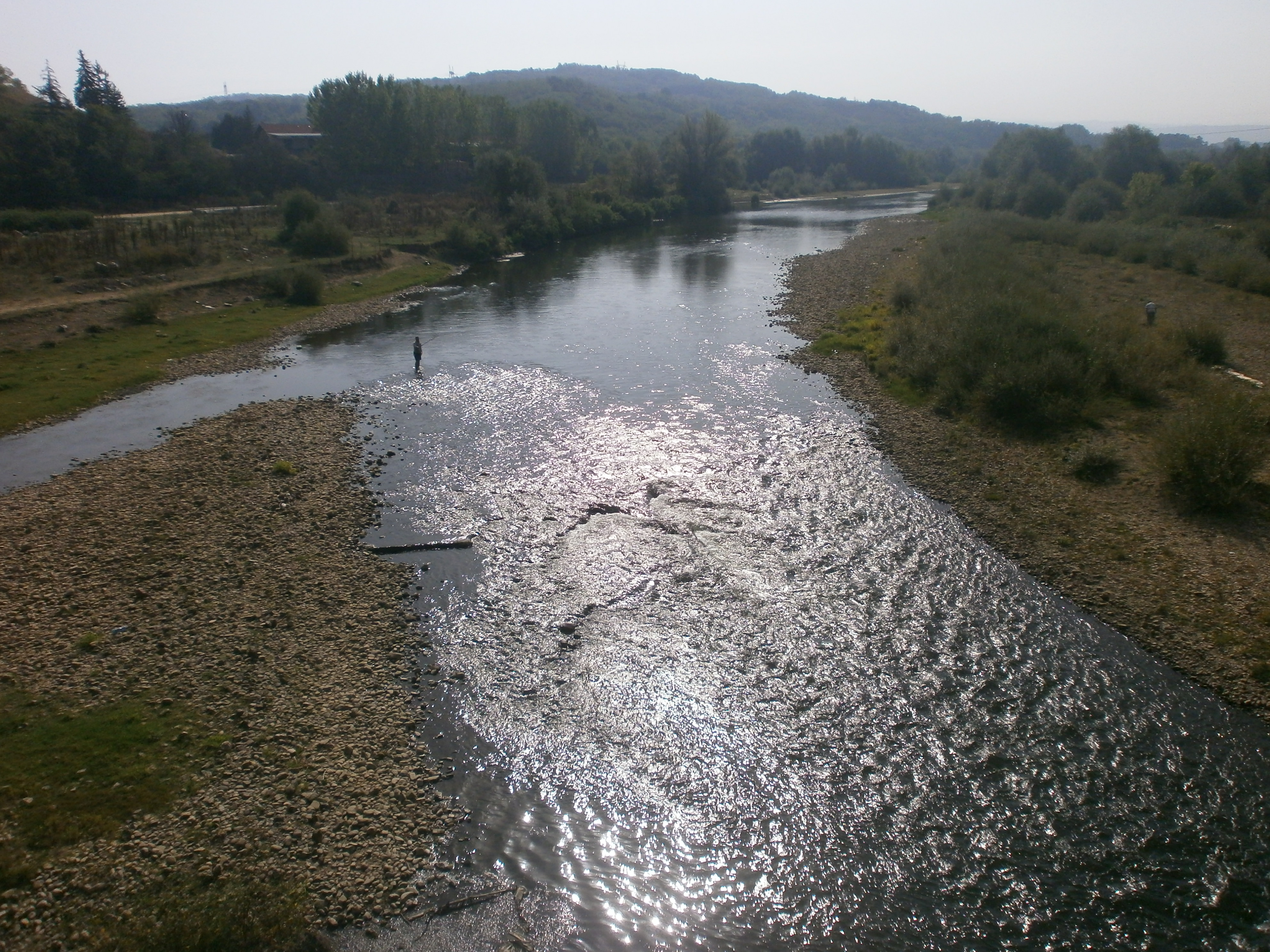
La Južna Morava à Mala Biljanica

## Démographie
| 1948 | 1953 | 1961 | 1971 | 1981 | 1991 | 2002 | 2011 |
| ---- | ---- | ---- | ---- | ---- | ---- | ---- | ---- |
| 201  | 214  | 220  | 203  | 222  | 206  | 207  | 187  |

|  |